# Melittomma nana
Melittomma nana är en skalbaggsart som beskrevs av Fonseca och Vieira 2000. Melittomma nana ingår i släktet Melittomma och familjen varvsflugor. Inga underarter finns listade i Catalogue of Life.